# 飯富季貞
飯富 季貞（おぶ すえさだ / 源 季貞（みなもと の すえさだ）、生没年不詳）は、平安時代末期の武将・歌人。清和源氏の河内源氏義忠流とも満政流、満快流ともいう。清和源氏の一族でありながら平家の侍大将であり、文武両道に秀でた武将。本拠地飯富庄（現千葉県）に由来し、飯富氏を称した。通称は源大夫判官。子孫に飯富虎昌がいる。

## 略歴
平家の家人、侍大将。前線指揮から後方支援まで幅広く任務を遂行した有能な武将であった。平氏政権の後期を支えた人物。歌人としても名を残す。滝口武者から右馬少允、右衛門少尉となり、その後、検非違使を兼任。平清盛の晩年に従五位下に叙位。「源大夫判官」と呼ばれた。平清盛の側近として登場し、祐筆などを担当し、家政に参画。次第に平家の知行国支配の実務を担当するようになり、財政及び領国経営の施策を企画実行するようになった。
また、平宗盛の麾下では兵糧米の集積、運送、兵士の徴兵、訓練などの兵站部を主に担当するようになり、軍事面に進出し始める。源氏が挙兵すると平家の侍大将となって一軍を率いて、平盛澄とともに、各地を転戦し、大江遠業、源義基、源義兼を討伐した。また、戦局が不利になってからも、九州で平家に反旗を翻した緒方惟義、菊池隆直らを討伐した。しかし、壇ノ浦の戦いで平家は敗戦。その中で季貞も戦ったが捕らえられた。

## 年表
- 治承元年（1177年） 鹿ケ谷の陰謀の際、藤原成経の助命を求めて平教盛が平清盛に会いに来た際に、教盛の出家の意思を伝える。
- 治承3年（1179年）　大江遠成、家成父子を京の屋敷に討伐。
- 治承4年（1180年）　平盛澄とともに関東へ逃走を試みた河内の石川党(石川源氏)軍を京都鳥羽に迎撃し多くと捕らえて壊滅させる。
- 治承4年（1180年）　平盛澄とともに石川党の残党を石川党の本拠地、河内国石川に攻めて壊滅させる。
- 治承5年（1181年）　平宗盛が五畿内及び伊賀・伊勢・近江・丹波の惣管となり、季貞が大和・山城で兵士を徴集。
- 治承5年（1181年）　平盛澄とともに九州に下向し、寝返った菊池隆直、緒方惟義らを在地の原田種直とともに討伐。
- 寿永2年（1183年）　再び叛旗を翻した緒方惟義、臼杵惟隆兄弟らを討伐。叛乱軍の勢い強く、大宰府に退く。
- 寿永3年（1184年）　平教盛に従い、備前今木城で叛旗を翻した伊予の河野通信と緒方惟栄、臼杵惟隆兄弟を討伐し九州に追う。
- 元暦2年（1185年）　壇ノ浦の戦いに敗戦。捕虜となる(4月)。

## 戦後
子の宗季、宗遠らが関東の領地飯富にあって源氏に仕えていたことや源氏の一族であったことから一命を助けられ御家人の列に加わることを許された。

## 血統
父の名は不詳。一説に源季遠。季遠が満政流の源重時の養子となったことから清和源氏満政流といわれるようになるが、季遠の実父は不明。季貞は飯富氏を称し、その子、宗季も飯富氏を称す。同じ飯富庄を本拠地とした飯富忠宗との血縁関係があったのではないかということから、忠宗の父、源義忠を流祖とする清和源氏義忠流といわれることもあるが、流派に関しては諸説があって定かではない。
ただ、子の宗季は清和源氏義忠流としている。
参考：
- 源満仲－源頼信－源頼義－源義家－源義忠－源忠宗－源季遠－源季貞－源宗季

という系譜が、源季遠が源重時の養子となったことで、
- 源満政－源忠重－源定宗－源重宗－源重時＝源季遠－源季貞－源宗季

となったとする。
注：『尊卑分脈』では、源季遠の記述として「若狭国住人。刑部卿平忠盛郎党」とあり、実父については触れていない。また、飯富庄との関連では、源忠宗が飯富源太を称し、飯富氏を名乗った後、宗季が飯富氏を名乗るまで、源季遠も、源季貞も厳密には飯富氏を称していない。ただし、源季貞に関しては、飯富庄司という名乗りがあることから、飯富庄との関係があったものと思われる。一部には、下記のような系譜も存在している。
源義家－源義忠－源忠宗＝源宗季
この系譜では、満政流の源重時の養子であった源季遠の孫の源宗季が源（飯富）忠宗の養子となり、飯富宗季と名乗ったとする。
以上のように、源季貞周辺の系譜は確定されていない。

## 子孫
源季貞には宗季、宗遠の二人の実子と、養子の源季政(西住)がいる。宗季、宗遠は鎌倉御家人となり、季政(西住)は西行の親友で、高野山で西住上人と呼ばれる高僧になった。
源季貞の兄弟には豊後守源光季がおり、北面武士で平家方で敗戦し、捕虜となる。光季の子の源光行は鎌倉に下り、父の助命を嘆願し許される。その際に記した紀行文が「海道記」。後に河内守となり、歌人としても著名で「河内本源氏物語」を記した。光行の子は源親行(河内守)、その子は義行、その子は知行と続いていく文人の系譜である。

## 代表歌
人志れず思ひそめてし心こそいまは泪のいろとなりけれ　『千載和歌集』